# Радужный (Тверь)
Ра́дужный — строящийся микрорайон Твери. Находится на территории Заволжского района между улицами Луначарского, Хромова и Красина.
20 ноября 2007 года состоялась церемония закладки символического первого камня нового микрорайона.
Застройка микрорайона ведется компанией «СУ-155». Площадь микрорайона составит 132 тыс. м2 жилья (1735 квартир). На его территории возводятся 15 жилых корпусов, супермаркет, общественно-торговый центр, различные магазины, а также детский сад на 220 детей общей площадью 4702 м2, строительство которого началось 20 июня 2010 года. Общий объем инвестиций в проект составляет 4,5 млрд рублей.
Застройка производилась 12-, 14- и 17-этажными домами серий ИП-46С, ПК-17, а также домами местной серии И-79. Весь микрорайон рассчитан на 5500 человек. Первая очередь строительства была завершена в 2008 году, вторая — в 2010 году. Третья очередь строительства завершена в I квартале 2012 года. Во II квартале 2013 года «СУ-155» приступило к реализации четвёртой очереди строительства микрорайона, в которую должны были войти 4 монолитно-каркасных дома общей площадью 30 тыс. м2, объем инвестиций в строительство составил около 1 млрд рублей. Ввод в эксплуатацию новых корпусов должен был произойти в IV квартале 2015 года. Однако, в связи с банкротством застройщика, в 2015 году строительство домов было приостановлено, и возобновлено в середине 2016 года после санации «СУ-155» банком «Российский капитал», при этом строительство одного дома было отменено.
Сведения о заказчике, проектировщике, застройщике-подрядчике:
- Генеральный проектировщик: ОАО ПИ «Тверьгражданпроект»;
- Заказчик: «Тверская областная ИСК»;
- Генеральный подрядчик: ЗАО «СУ-155».